# Héliotrope (minéral)
L’héliotrope est une variété de calcédoine aux coloris noirâtre/verdâtre et tacheté de rouge par des silicates de fer ou par du jaspe rouge. Les taches rouges sont apparentes aussi bien sur les roches brutes que sur les roches polies, celles-ci ressemblent à des gouttes de sang d'où son surnom en anglais : bloodstone, pierre de sang. Cette pierre existe en deux versions, une héliotrope pure et une version jaspe mais qui sont fondamentalement différentes, le jaspe n'étant qu'une forme similaire.

## Histoire
Du grec ήλιος (helios) : Soleil et de τρέπειν (trepein) : tourner, nommée ainsi parce qu'elle est réputée donner une impression de trainées de sang lorsqu'elle est trempée dans l'eau, et qu'elle est tournée vers le soleil.
Cette pierre est citée pour la première fois par Pline l'Ancien, dans le livre XXXVII (37) de son Histoire naturelle, publiée vers 77 (bien qu'il y parle aussi des plantes appelées héliotropes),. Il y explique qu'elle se trouve en Éthiopie, en Afrique et à Chypre. Elle est de couleur porracée et veinée de rouge. Elle porte ce nom parce que mis dans un vase d'eau, il donne un reflet couleur de sang aux rayons du soleil qui l'éclairent. C'est surtout l'héliotrope d'Éthiopie qui produit ce phénomène. Hors de l'eau, cette pierre reçoit l'image du soleil comme un miroir. Selon des mages impudents, mise avec la plante héliotrope et grâce à certaines incantations, elle rend invisible celui qui la porte.
Cette propriété d'invisibilité inspira le romancier italien Boccace pour une des histoires de son Décaméron, écrit entre 1349 et 1353. Le naïf Calandrino (it), se fait ridiculiser par ses amis Bruno et Buffamalcco, qui lui font croire en l'existence du Pays de Bengodi (it). Dans cette contrée, rappelant le pays de Cocagne par son paysage fait de nourriture, on trouve des héliotropes, qui rendent invisible.

## Cristallographie
Le type de formation de cette pierre fait qu'il comporte essentiellement une microcristallisation fibreuse en disposition sphérulique à cause d'un processus d'accrétion faiblement lenticulaire.
Il doit en partie sa couleur verte à des micro-inclusions de minéraux telle la céladonite ou l'actinolite voire à des sédiments des eaux marines.

## Cristallochimie
Composé d'une base de plasma que l'on peut confondre avec le jaspe vert, sa couleur verte lui vient à la base du mélange de son quartz détritique contenant de la chlorite, les nuances étant dues aux autres minéraux mineurs présents et contenant des inclusions d'hématite.

## Gîtologie
- Formation par dépôts à basses (précipitation) ou hautes (géothermal) températures dans des fissures d'eaux de percolation riches en silice voire par accumulation de microgranules de quartz détritique[RoMiGuide 1],[Atlas_RoMi 1].
- Se retrouve essentiellement dans les fractures de roches volcaniques[Atlas_RoMi 1].

### Associations
Jaspe et silicate de fer.

## Galerie

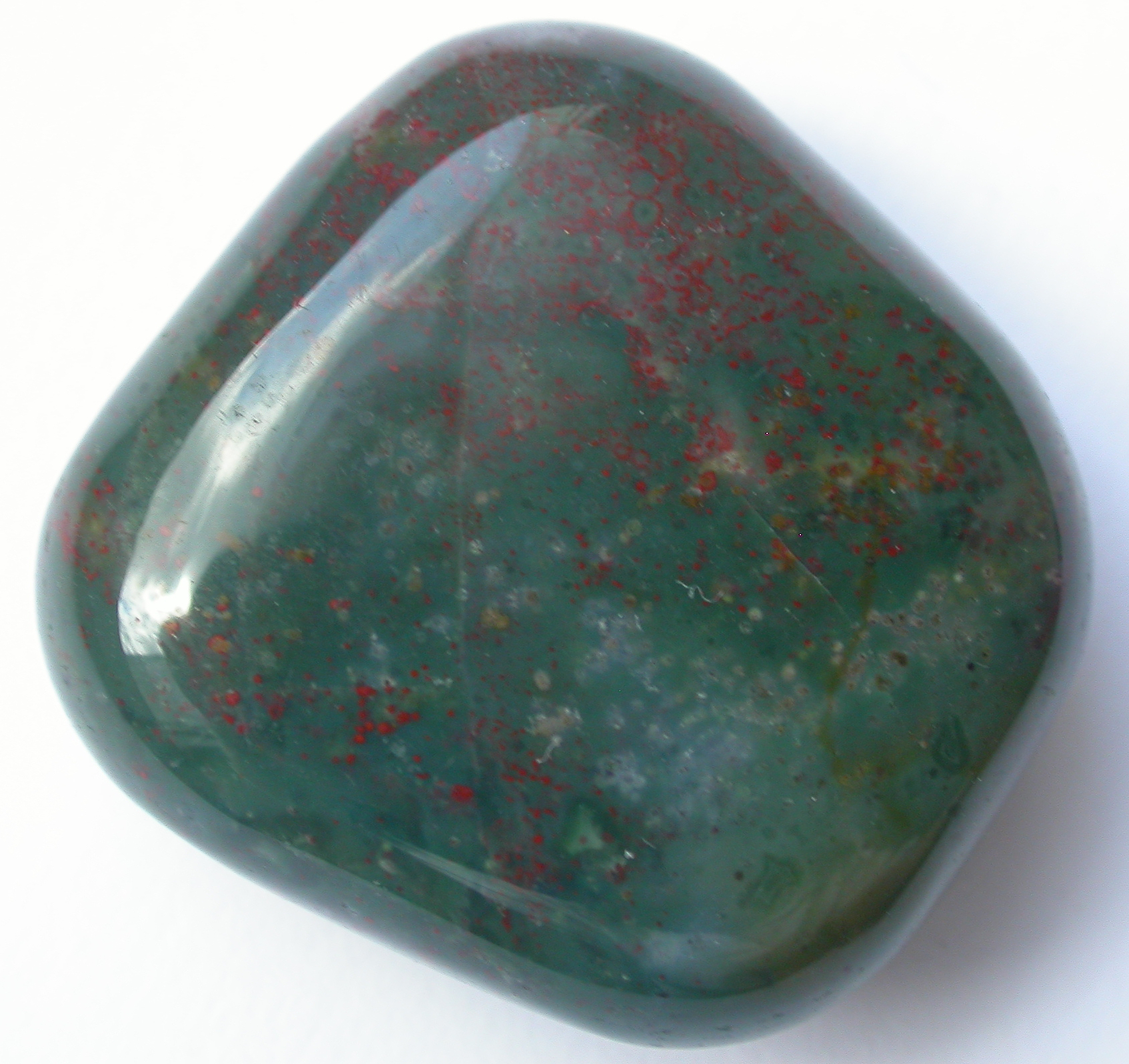
Héliotrope.
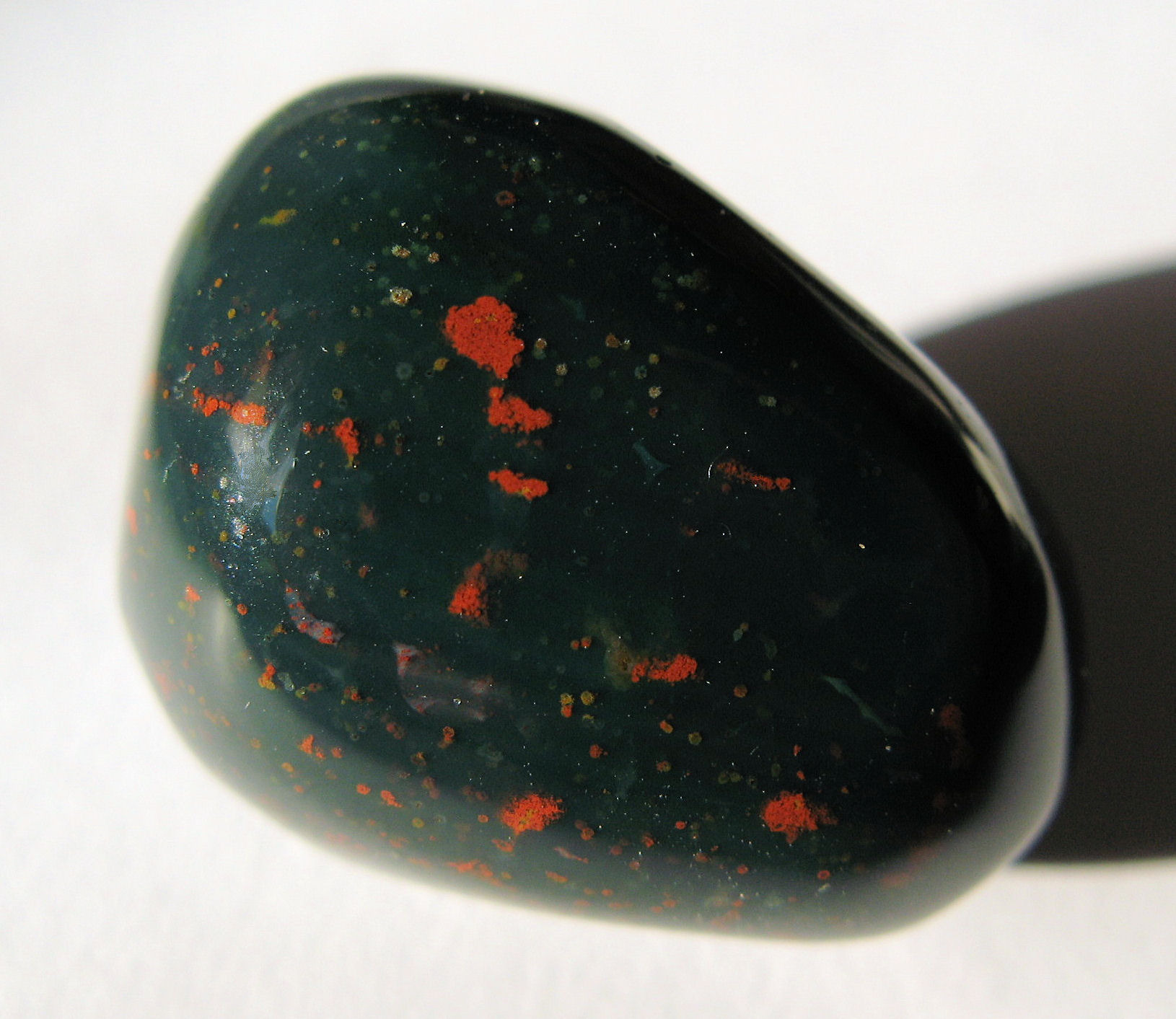
Jaspe vert à inclusion de rouge.

## Synonymes
- Bloodstone (pierre de sang)
- jaspe sanguin (abusif)

## Gisements
- Allemagne, Tyrol
- Australie
- Brésil
- Chypre
- Grande-Bretagne, Écosse
- Éthiopie
- Inde, péninsule de Kathiawar, Deccan (gisement originel)

## Critères de détermination
Les limites entre les héliotropes, les jaspes et les calcédoines ne sont pas encore parfaitement définies, c'est essentiellement une question de finesse (c'est le plus fin), de granulométrie ou d'opacité (plus opaque et terne que), c'est donc l'examen au microscope qui sera déterminant en cas de doute mais surtout l'examen des impuretés et des inclusions.
Les jaspes sont des calcédoines mélangés à 5-20 % d'autres éléments minéraux, c'est donc une formation détritique entre du quartz secondaire (quartz broyé finement) et d'autres minéraux tandis que l'héliotrope est composée de quartz détritique (quartz impur à l'origine et broyé avec ses impuretés souvent même des gaz et des liquides) avec d'autres éléments minéraux plus des inclusions d'hématite.
Attention qu'il existe bien un jaspe vert (plasma) avec des inclusions de jaspe rouge, c'est surtout la transparence qui permettra leur différenciation ainsi que le ton de rouge des inclusions, cette pierre porte également le nom de pierre de sang ou d'héliotrope mais est fondamentalement différente dans ses coloris, sa texture et même sa composition interne.
L'unakite est aisée à discerner de l'héliotrope dans la mesure où ce granite est une roche et que ses inclusions sont roses ou orangés et non rougeâtres.

## Histoire
Le philosophe grec Damigueron lui conférait un pouvoir contre les déceptions  et durant le Moyen Âge, elle était souvent utilisée dans des scènes de flagellation ou de martyre.

## Utilisation
Essentiellement sculpture et joaillerie, il était fort utilisé durant l'Antiquité pour la glyptique : sceaux, intailles, sculptures votives et base lithique pour des inscriptions magiques et/ou ésotériques. Actuellement, il sert encore à sculpter de petits ustensiles, des statuettes ou encore en gemmologie pour des cabochons ou des pendentifs en forme circulaire ou de goutte.